# Emilia Plater

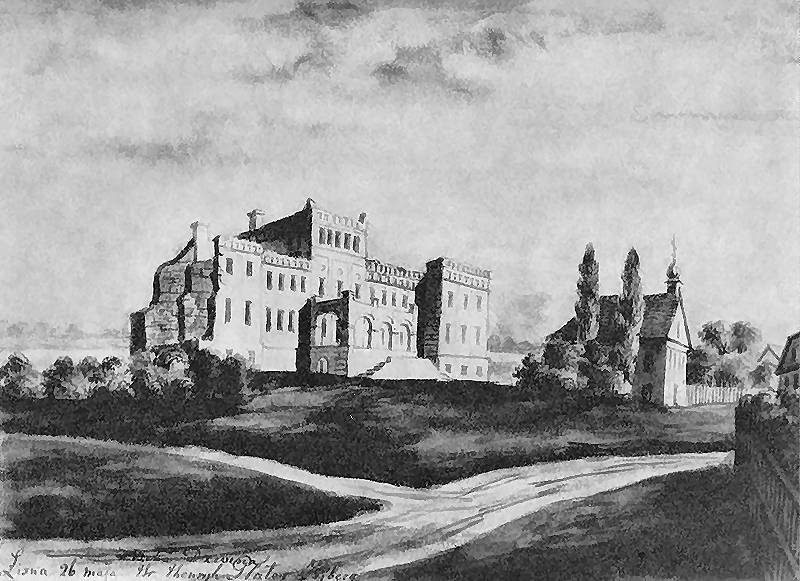
Liksna miejsce młodości Emilii, na rysunku Napoleona Ordy

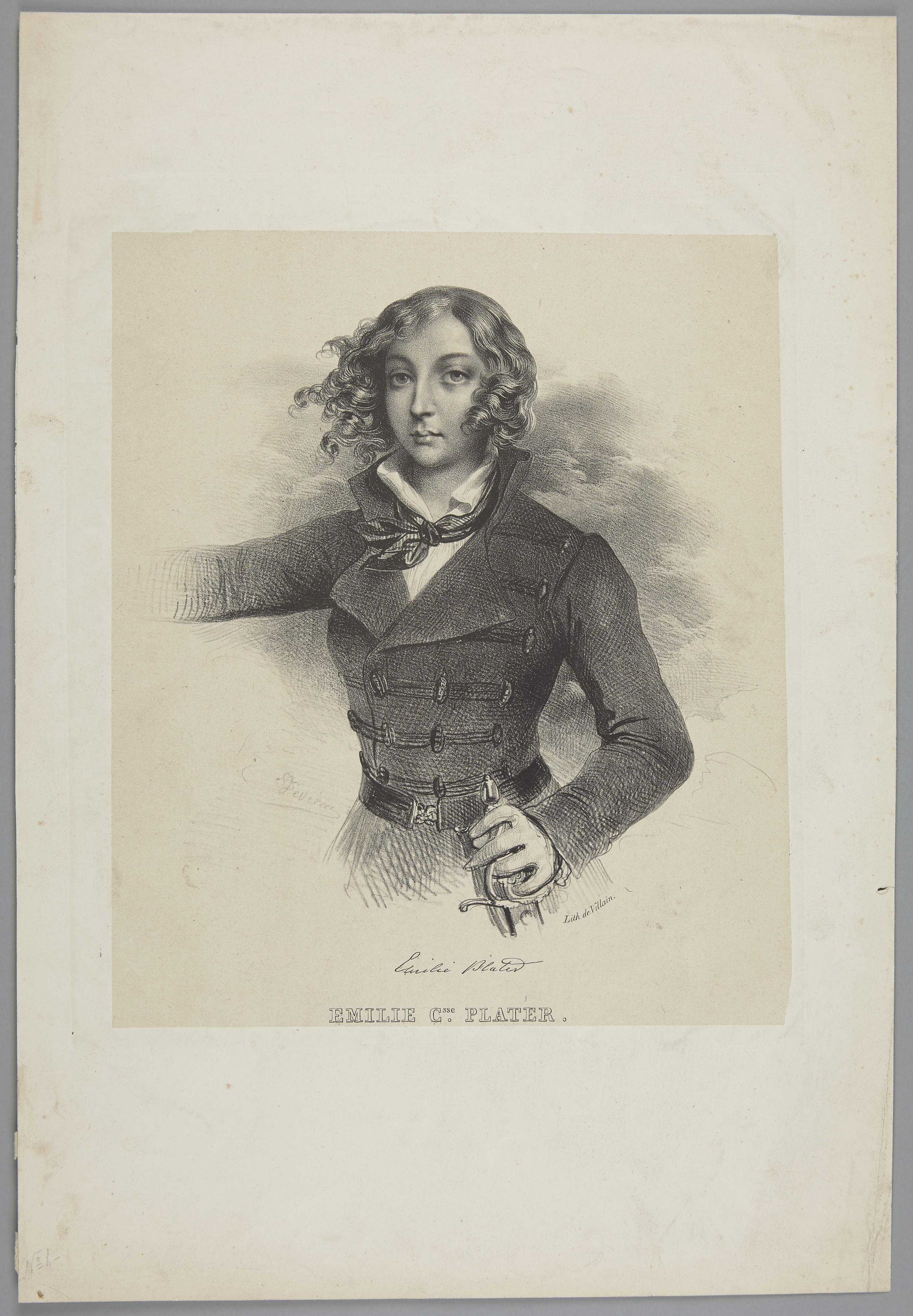
Emilia Plater, autor Achille Devéria

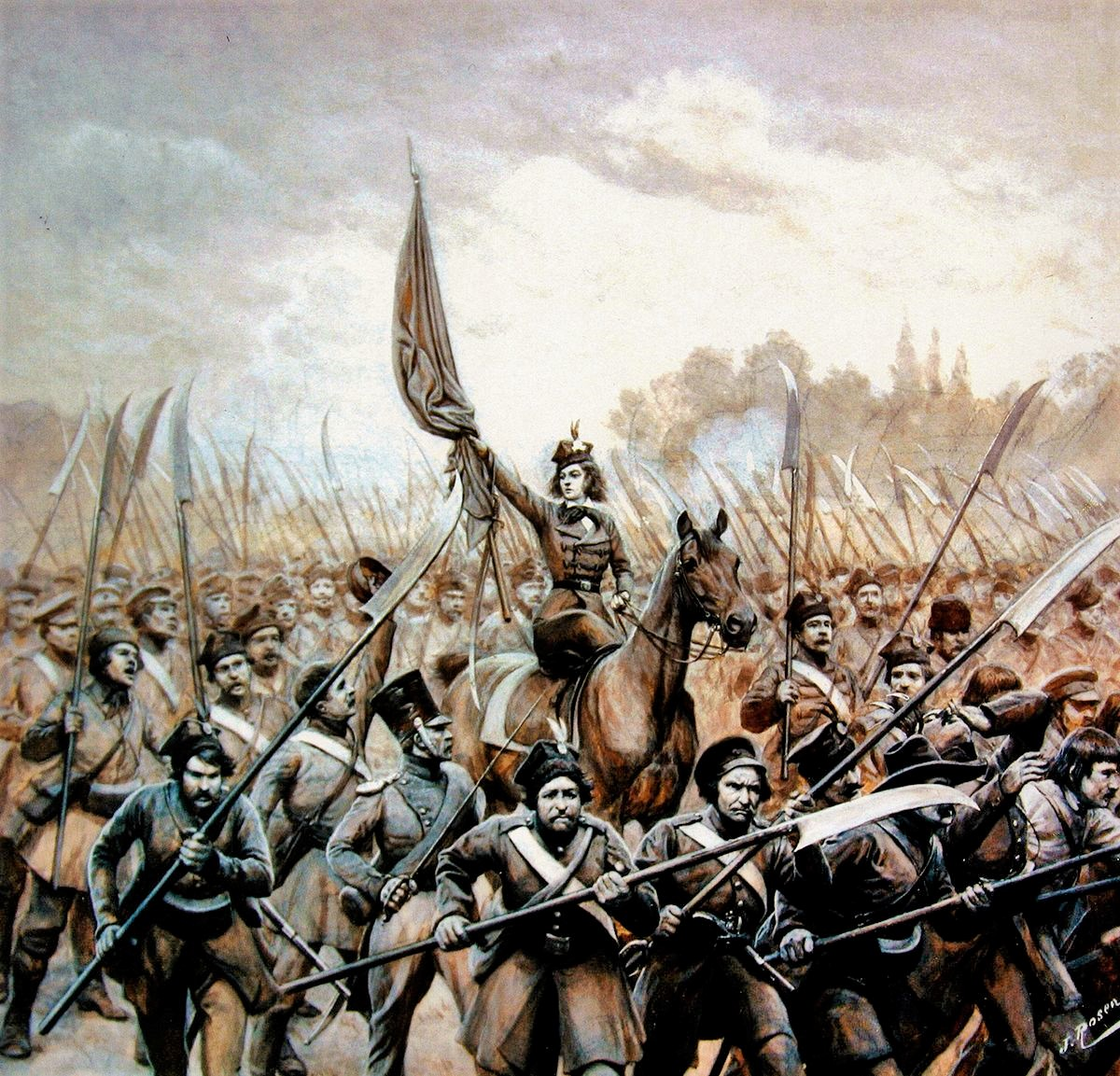
Emilia Plater na czele kosynierów w 1831, obraz Jana Rosena

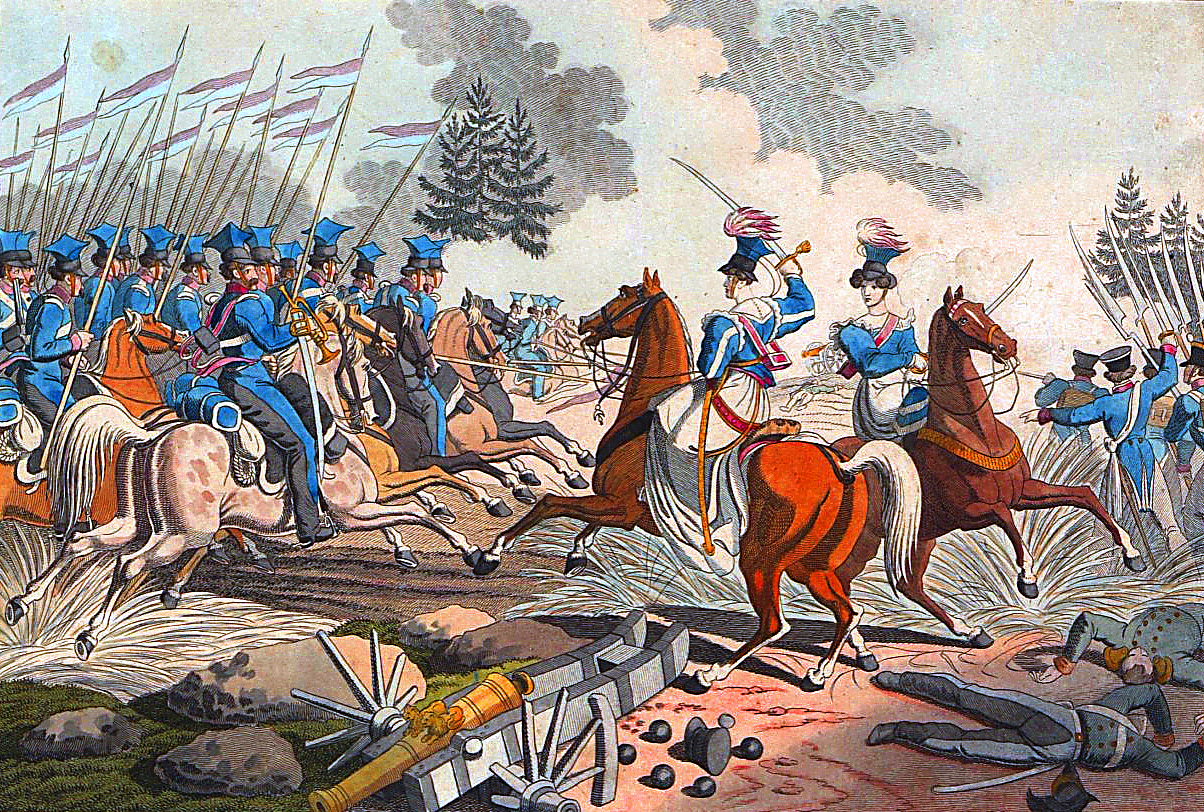
Emilia Plater na czele ułanów, staloryt Georga Benedikta Wundera

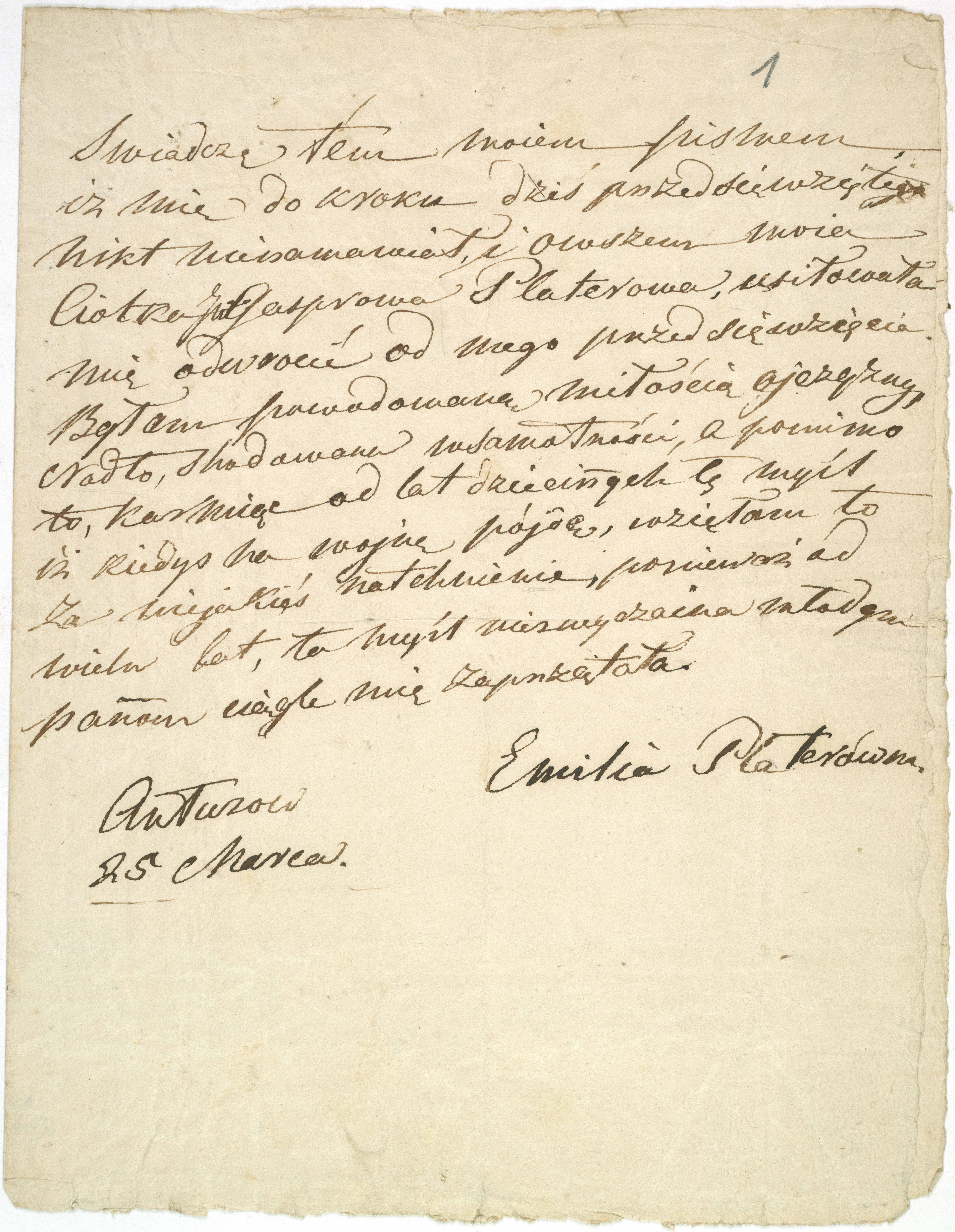
Oświadczenie Emilii Plater dotyczące jej uczestnictwa w powstaniu listopadowym, 25 marca 1831 roku

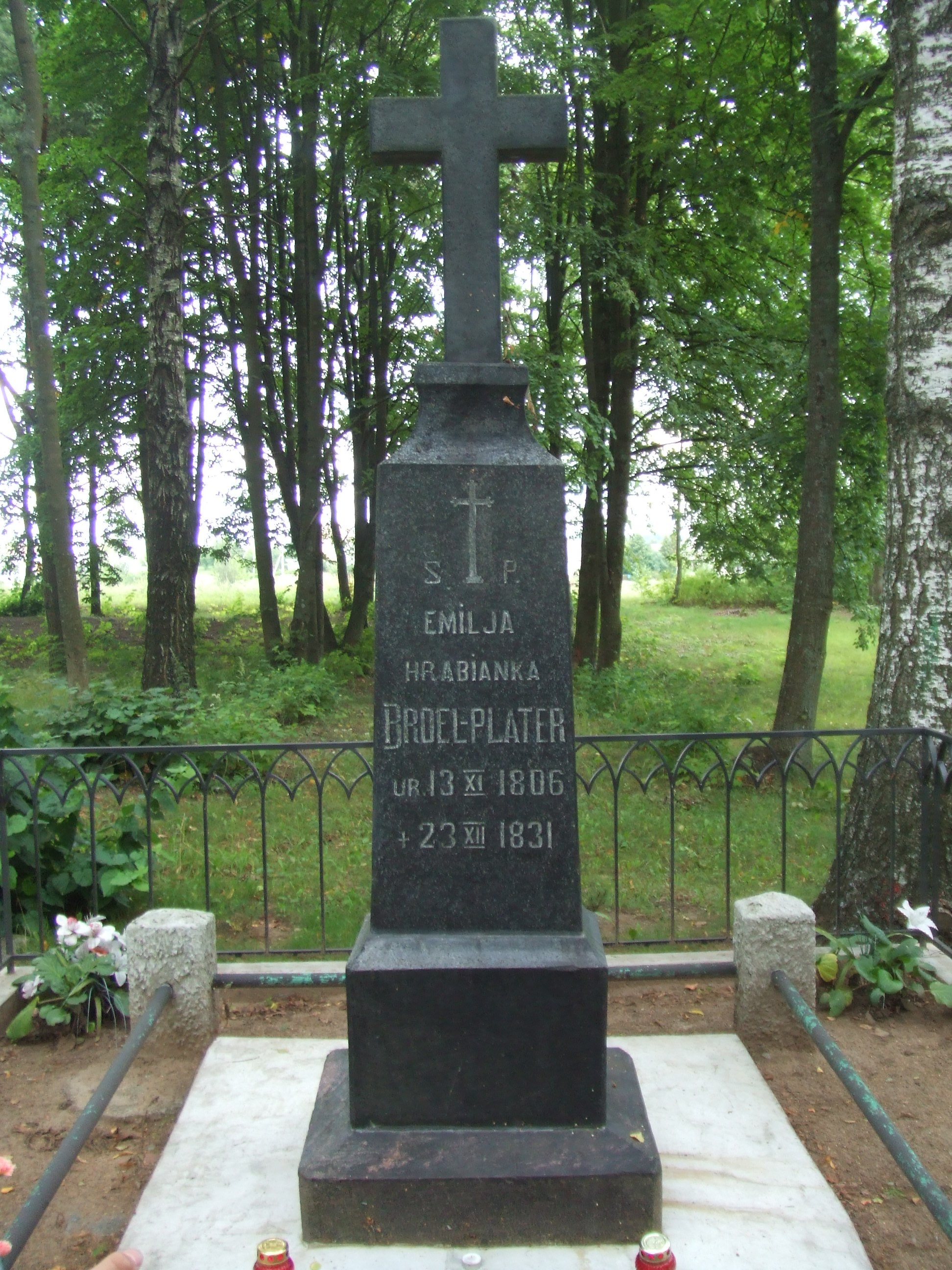
Grób Emilii Plater w Kopciowie

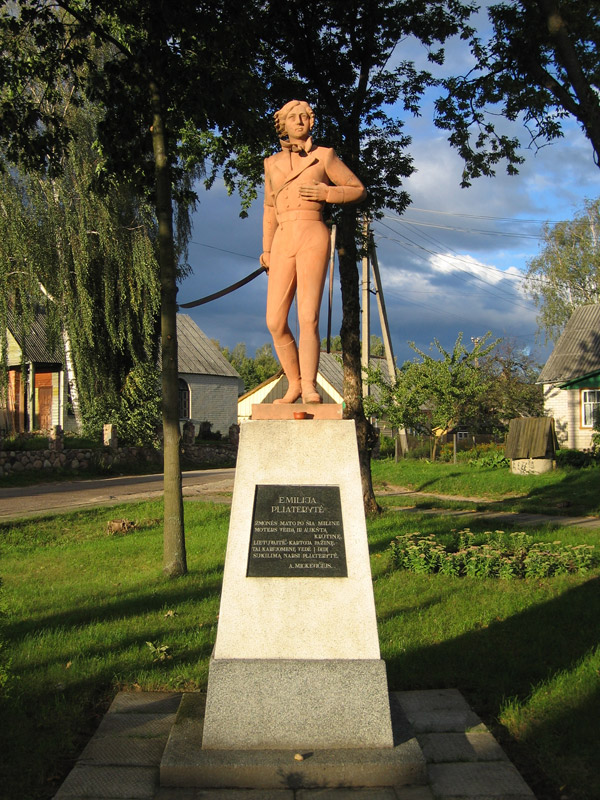
Pomnik Emilii Plater w Kopciowie

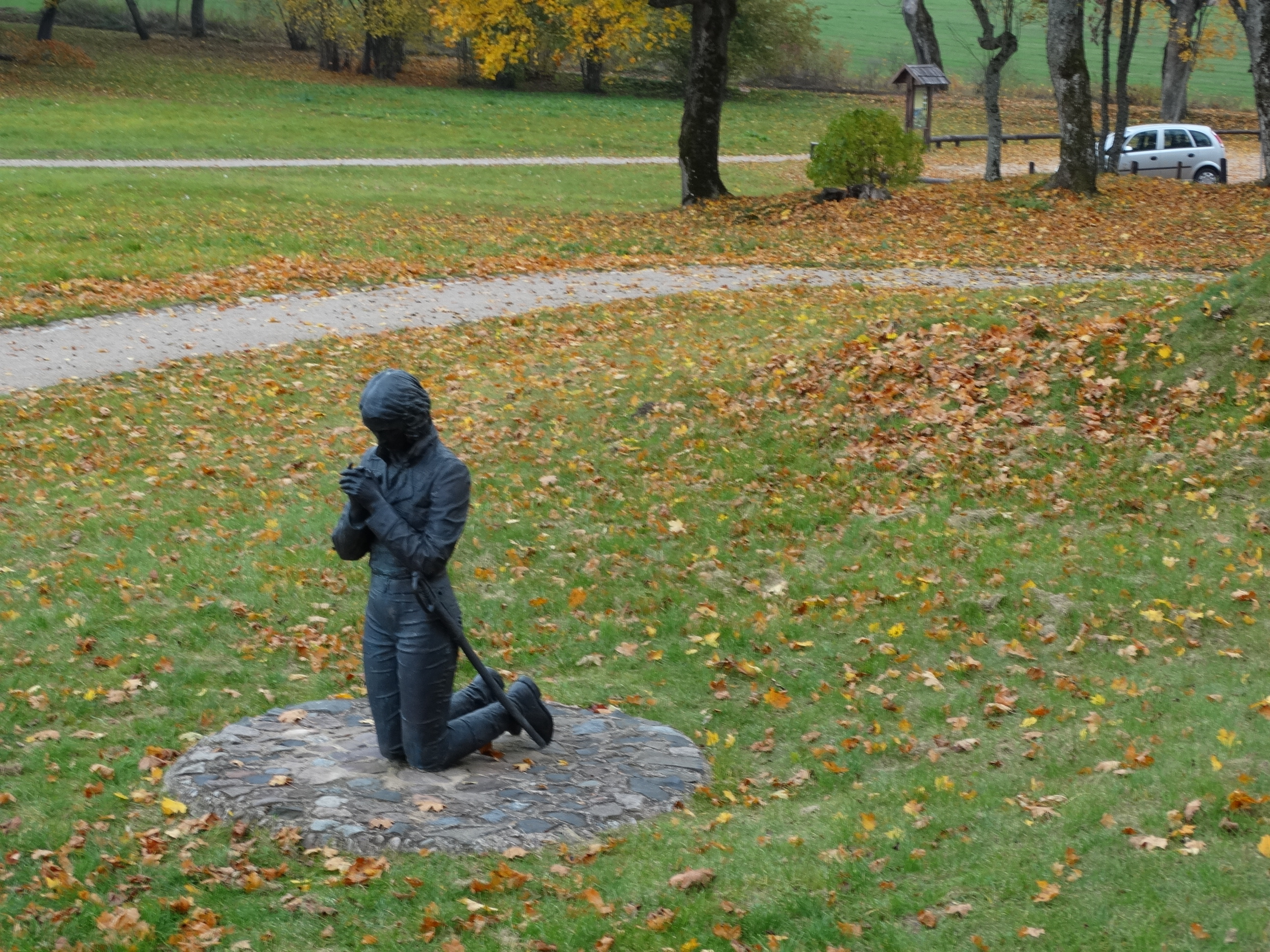
Pomnik Emilii Plater w parku dworskim w Justianowie

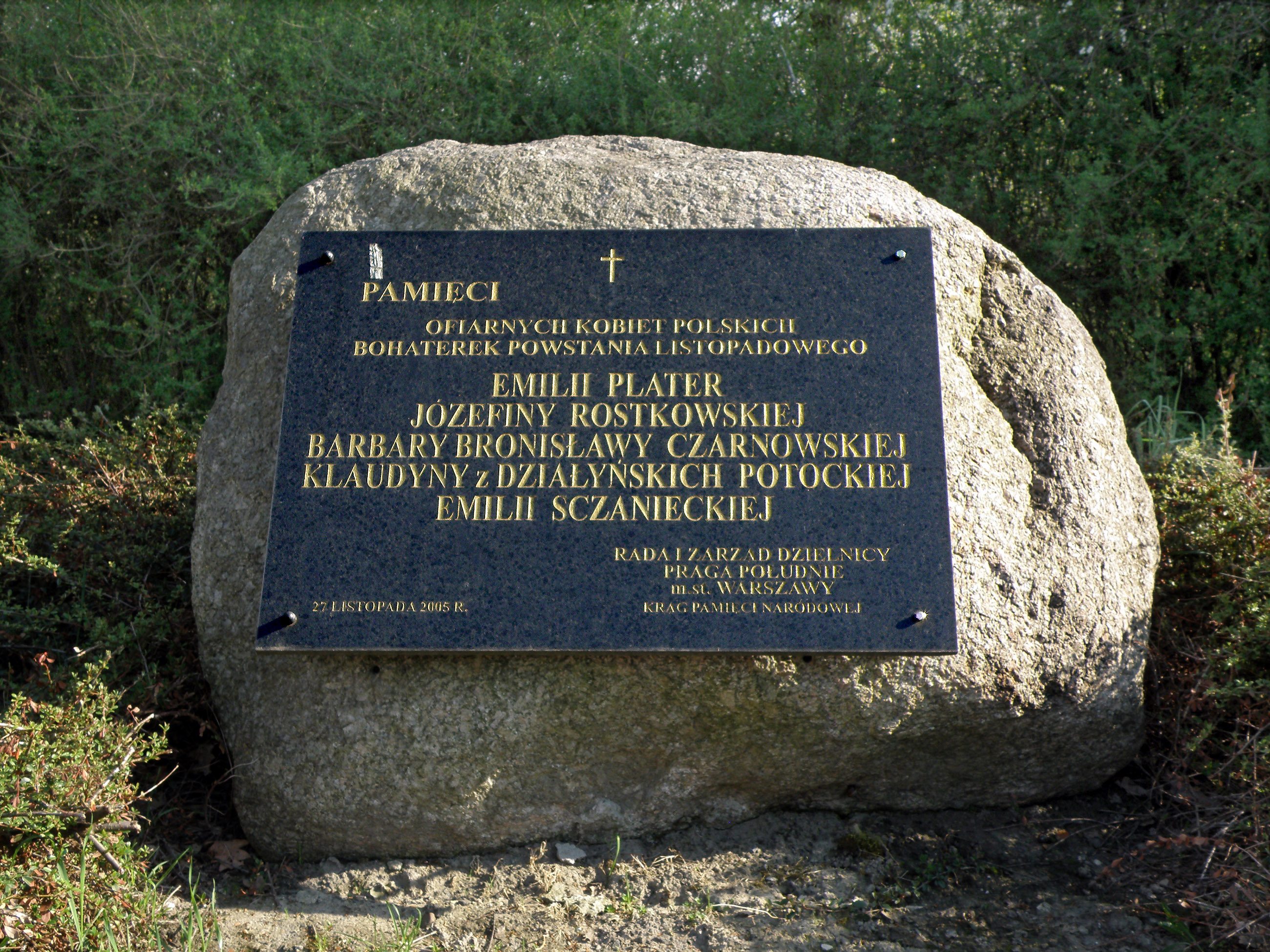
Głaz Pamięci w Olszynce Grochowskiej

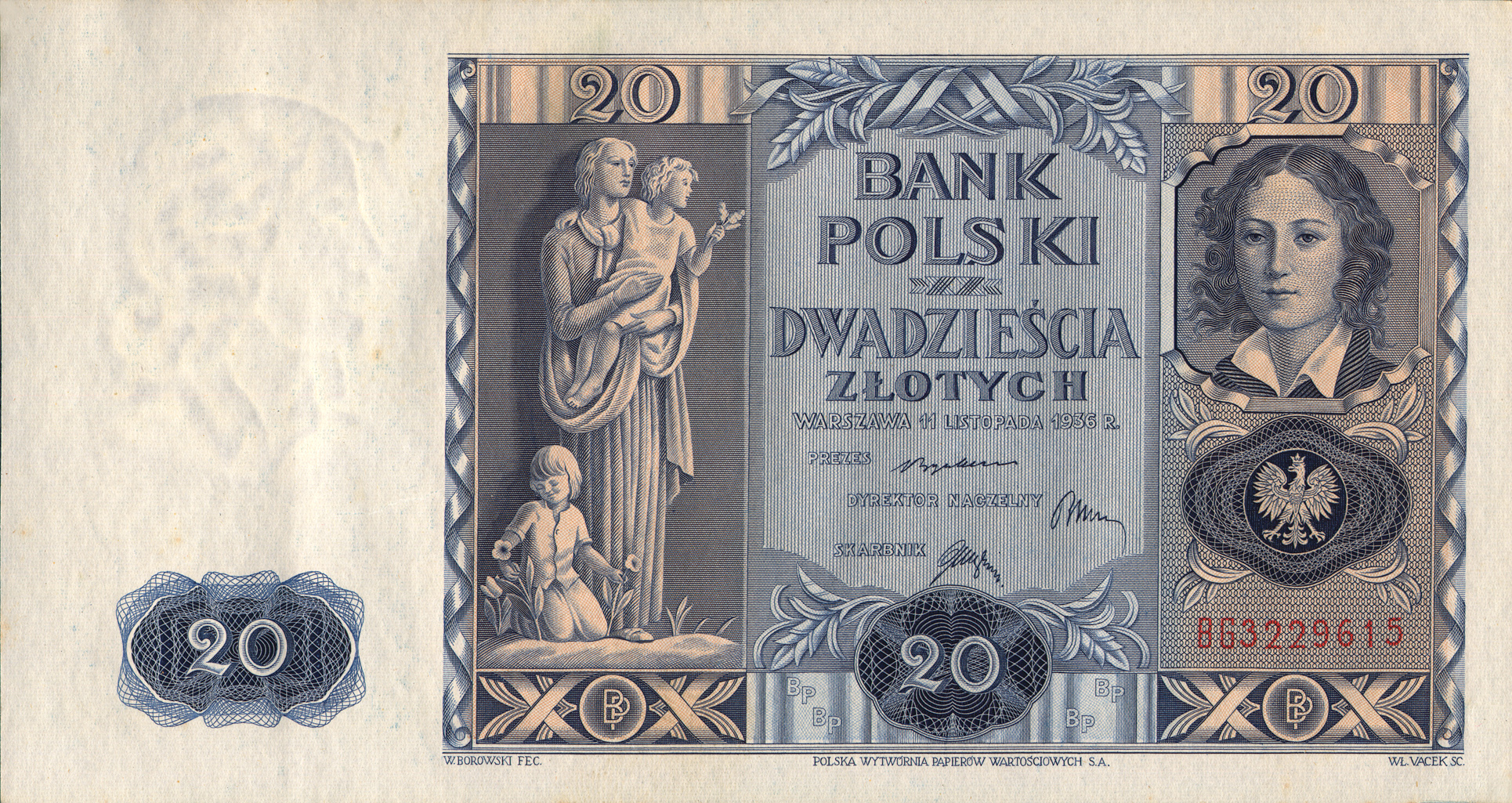
Dwudziestozłotowy banknot polski z 1936 roku z wizerunkiem Emilii Plater

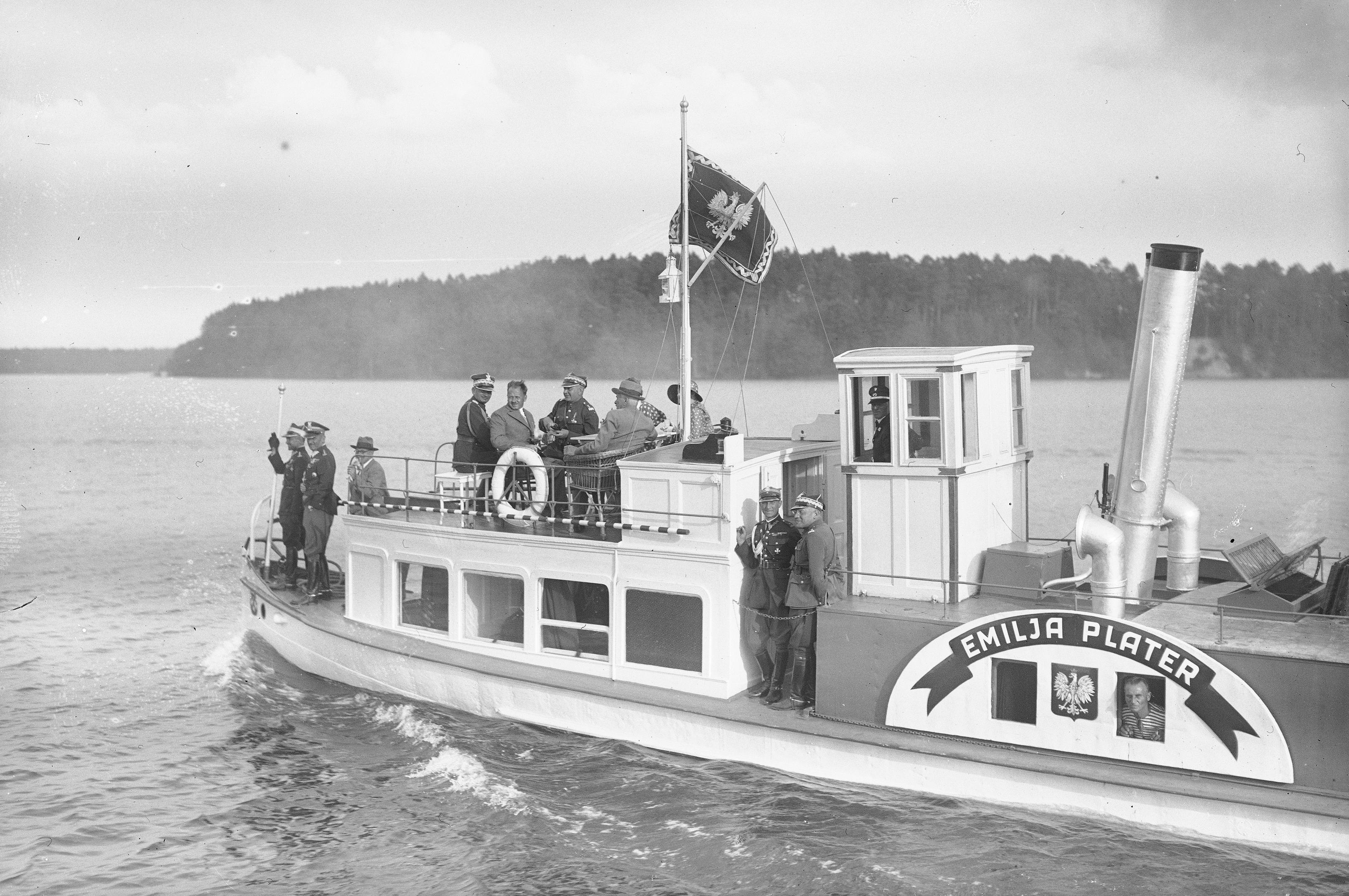
Statek „Emilia Plater” w okolicach Augustowa

Emilia Broel-Plater herbu Plater (ur. 13 listopada 1806 w Wilnie, zm. 23 grudnia 1831 w Justianowie) – polska hrabianka, córka hrabiego Franciszka Ksawerego i Anny von der Mohl, kapitan Wojska Polskiego w czasie powstania listopadowego.

## Dzieciństwo i młodość
Rodziny Plater i von der Mohl od dawna były osiadłe w Kurlandii oraz w Inflantach Polskich (dziś Łotwa). Większość przedstawicieli rodu Platerów wiązała swoje osobiste i rodzinne życie ze sprawą Polski i byli gorącymi patriotami, którzy wnieśli znaczny wkład w rozwój kultury polskiej.
Matka Emilii, Anna z Mohlów, była jak na owe czasy kobietą wykształconą. Wczesne dzieciństwo i pierwsze lata nauki Emilia spędziła w wileńskim domu rodziców. Nie było to dzieciństwo szczęśliwe, ponieważ ojciec, Franciszek Ksawery Plater, prowadził hulaszczy tryb życia. W roku 1815 między rodzicami Emilii doszło do ostatecznego spięcia, po którym matka opuściła wileński dom, zabierając córkę.
Obie zamieszkały w majątku Liksna w okolicach Dyneburga w Inflantach Polskich, należącym do stryja i stryjenki Emilii – Izabeli Zyberk-Plater. Emilia od 10. roku życia wychowywała się i pobierała nauki razem z chłopcami. Rówieśnikami i najbliższymi towarzyszami jej zabaw byli dwaj kuzyni – starszy od niej o rok Ludwik i młodszy o tyleż Kazimierz. Dużo czytała, wielkie wrażenie wywarła na niej historia Joanny d’Arc, która obok Tadeusza Kościuszki i greckiej bohaterki Bubuliny była jej ideałem. Portret Greczynki Bubuliny, która w czasie powstania greckiego ofiarowała cały swój majątek na rzecz powstańców, uzbroiła trzy okręty i sama nimi dowodziła, wisiał w pokoju Platerówny. Otrzymała bardzo staranne wychowanie. Pisała poezje, śpiewała, pięknie rysowała. Poza tym uprawiała fechtunek, jazdę konną, myślistwo, dużo wędrowała.
O ukształtowaniu się osobowości Emilii i o roli, jaką miała spełnić, niewątpliwie zadecydowały jej historyczne zainteresowania. Popierała ówczesny ruch młodzieżowy i patriotyczny, czytała lektury Filomatów i Filaretów, zachwycała się dziełami wielkich romantyków, Goethego i Schillera.
Wykazywała również duże zainteresowanie ludem wiejskim. Zebrała i zapisała wiele tekstów piosenek i melodii ludowych. W roku 1823 dłuższy czas przebywała w Dusiatach u ciotki Apolinary, z której synami Cezarym i Władysławem bardzo interesowała się życiem chłopów.
W latach 1824–1829 Emilia dużo podróżowała zarówno po Inflantach, jak i po Litwie i Białorusi. Odbyła również dłuższą, a ostatnią przed powstaniem, podróż do Warszawy, Częstochowy i Krakowa.
O rękę Emilii starał się bogaty Rosjanin – inżynier, który budował warownię u jej krewnych w Krasławiu. Emilia jednak odmówiła. Jej decyzja wypływała z głębokich uczuć patriotycznych, ponadto kochała podobno innego mężczyznę – młodego kapitana inżynierii barona Dal-Iwing. O tej jedynej miłości Emilii nie zachowały się jednak żadne wzmianki, do małżeństwa nie doszło.
W roku 1830 zmarła jej matka. Jej śmierć była dla Emilii ciężkim przeżyciem.
Popularny wizerunek Emilii jako smukłej, młodej dziewczyny z rozwianymi włosami nie odzwierciedla jej rzeczywistego wyglądu, lecz pochodzi z wyidealizowanej litografii wykonanej już po jej śmierci.
Ignacy Domeyko tak ją opisywał w pamiętnikach: niskiej urody, blada, niepiękna, ale okrągłej, przyjemnej, sympatycznej twarzy, błękitnych oczu, kształtnej, ale niesilnej budowy; była poważną, bardziej surową, niż ujmującą w obejściu się, mało mówiąca i spojrzeniem nakazująca dla siebie należne względy i przyzwoitość.

## Udział w powstaniu
29 listopada 1830 w Warszawie wybuchło powstanie listopadowe. W grudniu wieść o tym dotarła z Warszawy do Wilna i zapaliła do boju Litwę i Żmudź. Emilia była jedną z pierwszych inicjatorek samodzielnego powstania na Litwie. Jako kobieta nie została jednak dopuszczona do narad komitetu kierującego w Wilnie. Podjęła sama plan zdobycia Dyneburga. W toku przygotowań porozumiała się ze swoimi dwoma krewnymi z miejscowej szkoły podchorążych (braćmi Lucjanem i Ferdynandem Platerami), którzy przyrzekli, że elewowie chwycą za broń i uderzą na załogę fortecy, gdy powstańcy zbliżą się do Dyneburga. 25 marca 1831 roku Juliusz Grużewski rozpoczął działania partyzanckie, wyparł Rosjan z Rosień, dając tym samym hasło do powstania na Litwie. Emilia natychmiast przystąpiła do działania, obcięła swoje długie włosy, kazała sobie i swej towarzyszce Marii Prószyńskiej (obie przyjaźniły się od dawna) uszyć stroje męskie. Uzbrojona w pistolety i sztylet wyruszyła walczyć w powstaniu.
Sformowany przez nią oddział partyzancki liczył 280 strzelców, kilkuset chłopów kosynierów i 60 kawalerzystów. Wraz z oddziałem rozpoczęła marsz w kierunku Dyneburga, po drodze do oddziału dołączali wciąż ochotnicy. 29 marca 1831 wkroczyła do Dusiatów, gdzie pod rozwiniętą flagą Polski zachęcała okoliczną ludność do przyłączenia się do powstania. 30 marca 1831 wraz ze swym hufcem zajęła stację Daugiele. 2 kwietnia jej oddział stoczył zwycięską potyczkę i zniósł kompanię piechoty rosyjskiej pod Ucianami. 4 kwietnia uderzyła na jedną z kolumn korpusu gen. Schirmana, która zmierzała w rejon koncentracji głównych sił rosyjskich w Dyneburgu. Oddział Emilii Plater opanował Jeziorosy, gdzie zdążono wpisać do akt grodzkich akt powstania. Zaskoczenie Dyneburga nie powiodło się powstańcom, młodzi zrewoltowani podchorążowie zostali wysłani do obozu Dybicza. Wobec pogarszającego się położenia militarnego, Emilia zrezygnowała ostatecznie z ataku na Dyneburg. Emilia dzieliła z podkomendnymi wszystkie trudy walki partyzanckiej, zyskała sobie wkrótce ich miłość i uznanie, chociaż w świecie salonów nie szczędzono jej złośliwych uwag i zarzutów niemoralności. W zaciętych walkach, stoczonych z Schirmanem pod Ucianą i Oniksztami oddział Emilii poniósł znaczne straty w zabitych i rannych, uległ rozproszeniu, resztę Emilia Plater przyłączyła do oddziału Cezarego Platera.
W zaistniałej sytuacji wraz z Marią Prószyńską 30 kwietnia przyłączyła się do oddziału Karola Załuskiego, rozłożonego obozem pod Poniewieżem. Obie wstąpiły do oddziału wolnych strzelców wiłkomierskich. Pod komendą Załuskiego wzięła udział 4 maja w niepomyślnie zakończonej potyczce pod Prestowianami. Po porażce wolni strzelcy udali się do swojego powiatu i 17 maja zajęli Wiłkomierz.
Tu Emilia spotkała się z Marią Raszanowiczówną, która stała się odtąd jej nieodłączną towarzyszką. Razem z Marią, Emilia walczyła w oddziałach partyzanckich Konstantego Parczewskiego pod Mejszagołą.
W Gabrielowie, 5 czerwca była świadkiem spotkania kilku partii litewskich z zagonem kawaleryjskim przybyłym z Królestwa Polskiego pod dowództwem gen. Dezyderego Chłapowskiego. On to nadał Emilii Plater honorowy stopień kapitana i powierzył jej dowództwo 1 kompanii 1 Pułku Piechoty Litewskiej, przemianowanego następnie na 25 Pułk Piechoty Liniowej (i jednocześnie zaproponował Emilli powrót do domu, którego kategorycznie odmówiła).
Gdy jej pułk 27–28 czerwca toczył ciężkie i zakończone niepowodzeniem walki o utrzymanie Kowna, Emilia Plater na czele swojej kompanii zdobyła Rosienie (25 czerwca), ubezpieczając tym samym flankę całej operacji. Reorganizowane resztki 25. pułku, eskortujące wozy z zaopatrzeniem dla armii Giełguda wpadły następnie w zasadzkę pod Szawlami i tylko cudem uniknęły rozbicia. Emilia wykazać miała się tam szczególnym męstwem i odwagą. 9 lipca, na naradzie wojennej w Kurszanach, postanowiono podzielić siły polskie na 3 korpusy. Emilia Plater znalazła się pod dowództwem gen. Chłapowskiego.
Kiedy ten ostatni postanowił złożyć broń i przekroczyć granicę Prus Wschodnich oświadczyła: Lepiej byłoby umrzeć, niż skończyć takim upokorzeniem. W celu kontynuowania walki postanowiła wraz z Raszanowiczówną i kuzynem Cezarym Platerem przedostać się do Warszawy.
Przez dziesięć dni w przebraniu chłopskim Platerówna i jej towarzysze szli do Królestwa, ukrywając się po lasach, prowadzeni przez wieśniaka Żmudzina. Trudy wędrówki – zmęczenie, głód, bezsenność – okazały się jednak ponad siły fizyczne Emilii. Paliła ją gorączka, zemdloną z wyczerpania Cezary i Maria zanieśli do wiejskiej chaty już w Augustowskiem. Cezary Plater udał się w dalszą drogę do Warszawy. Emilia i Maria znalazły schronienie w gościnnym dworze Ignacego Abłamowicza w Justianowie w ówczesnym powiecie sejneńskim. Emilię kurowano tam i ukrywano jako bonę pod nazwiskiem Korawińskiej. Mimo troskliwej opieki, którą została otoczona, Emilia Plater po przyjęciu sakramentów zmarła 23 grudnia 1831. Zwłoki jej zostały przewiezione do Kopciowa w dobrach Abłamowiczów i pochowane na miejscowym cmentarzu. Mogiła istnieje do dzisiaj.

## Upamiętnienia

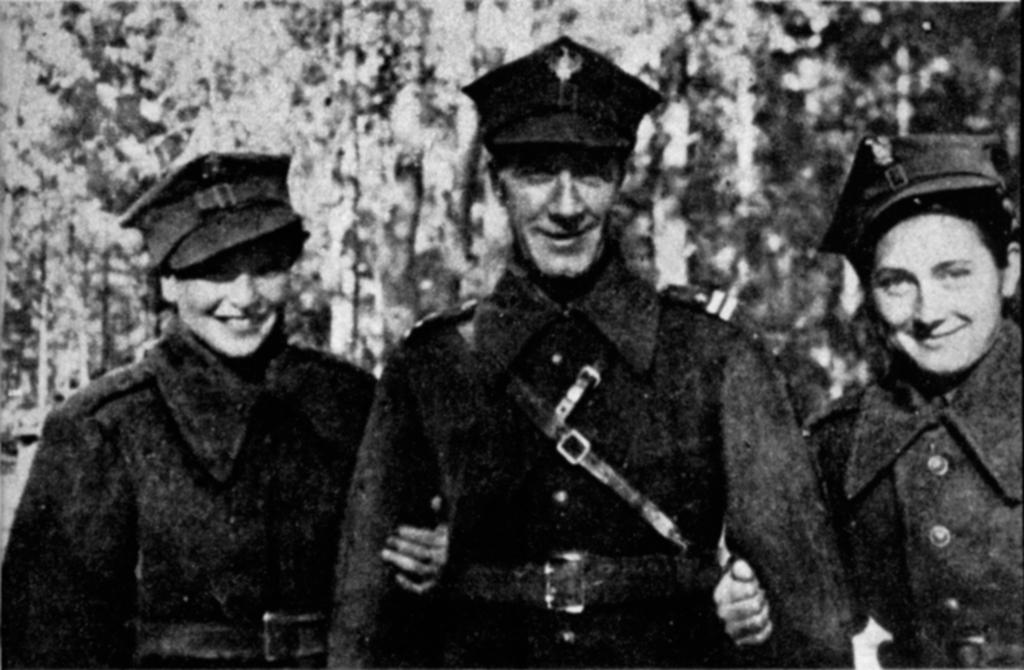
Mjr Marian Ćwiklewski w otoczeniu Platerówek, Sielce 1943 r.

### Literatura
- W roku 1835 Józef Straszewicz wydał w Paryżu książkę Émilie Plater, sa vie et sa mort
- Z inspiracji osobą Emilii Plater Adam Mickiewicz napisał wiersz Śmierć pułkownika.
- O Emilii Plater pisali wiersze sławni europejscy poeci: Kard. Justin, Twampley, Pepoli, Georg Büchner, Ortlep, Veit.
- Wacław Gąsiorowski „Emilia Plater”
- Emilia Plater o La rivoluzione polacca dramma storico (Ital.)

### Patronka szkół
- Szkoła Podstawowa im. Emilii Plater w Platerówce
- II Liceum Ogólnokształcące im. Emilii Plater w Sosnowcu
- Publiczne Gimnazjum nr 3 im. Emilii Plater (ul. Narutowicza 39) oraz II Liceum Ogólnokształcące im. Emilii Plater w Zespole Szkół Ogólnokształcących nr 3 w Białej Podlaskiej.
- Zespół Szkół nr 2 im. Emilii Plater w Zalesiu Dolnym (dawniej Liceum Ogólnokształcące „Platerówka”).
- Szkoła Podstawowa nr 1 im. Emilii Plater w Końskich (ul. Armii Krajowej 2).
- Prywatne Gimnazjum Żeńskie im. Emilii Plater w Sanoku (w przeszłości, obecnie II Liceum Ogólnokształcące im. Marii Skłodowskiej-Curie w Sanoku).
- Liceum im. Emilii Plater w Warszawie (w przeszłości).
- Szkoła Podstawowa nr 1 im. Emilii Plater w Bogatyni (ul. Armii Wojska Polskiego)
- Szkoła Podstawowa nr 35 im. Emilii Plater w Lublinie (w przeszłości)
- Szkoła Podstawowa nr 50 im. Emilii Plater w Gdańsku[8].
- Publiczna Szkoła Podstawowa nr 5 im. Emilii Plater w Kluczborku.
- Szkoła Podstawowa nr 8 w Piotrkowie Trybunalskim im. Emilii Plater[9].
- I Gimnazjum PUL im.Emilii Plater w Płocku.
- Zespół Szkół Ponadgimnazjalnych im. E. Plater w Zgorzelcu

### Inne
- Jest patronką 33 Krakowskiej Drużyny Harcerek „Ognisko Wśród Skał”.
- Emilia została także umieszczona w 1931 oraz w 1936 na banknotach 20-złotowych (Banknoty polskie z lat 1930–1939), a w 1940 roku na banknocie o nominale 50 złotych, jej portret od głowy do szyi przedstawia wojowniczkę i chlubę narodu (Banknoty polskie z 1940).
- Jej imię nosił 1 Samodzielny Batalion Kobiecy, a wieś na Dolnym Śląsku, w której po zakończeniu wojny osiedliły się kobiety-żołnierze została nazwana Platerówką.
- Jej imieniem nazwano wiele ulic w polskich miastach.
- Jej imieniem nazwano pierwszą żeńską drużynę skautową w Polsce (3 Lwowska Drużyna Harcerek im. Emilii Plater).
- Jest patronką 150 Żeńskiej Drużyny Harcerskiej „Arcanum” w Piastowie.
- Jest patronką I Mieleckiej Drużyny Harcerek „Gwiazdozbiór”.
- O niej śpiewa metalowy zespół Horytnica w utworze „Emilia Plater”.